# Maura Delpero

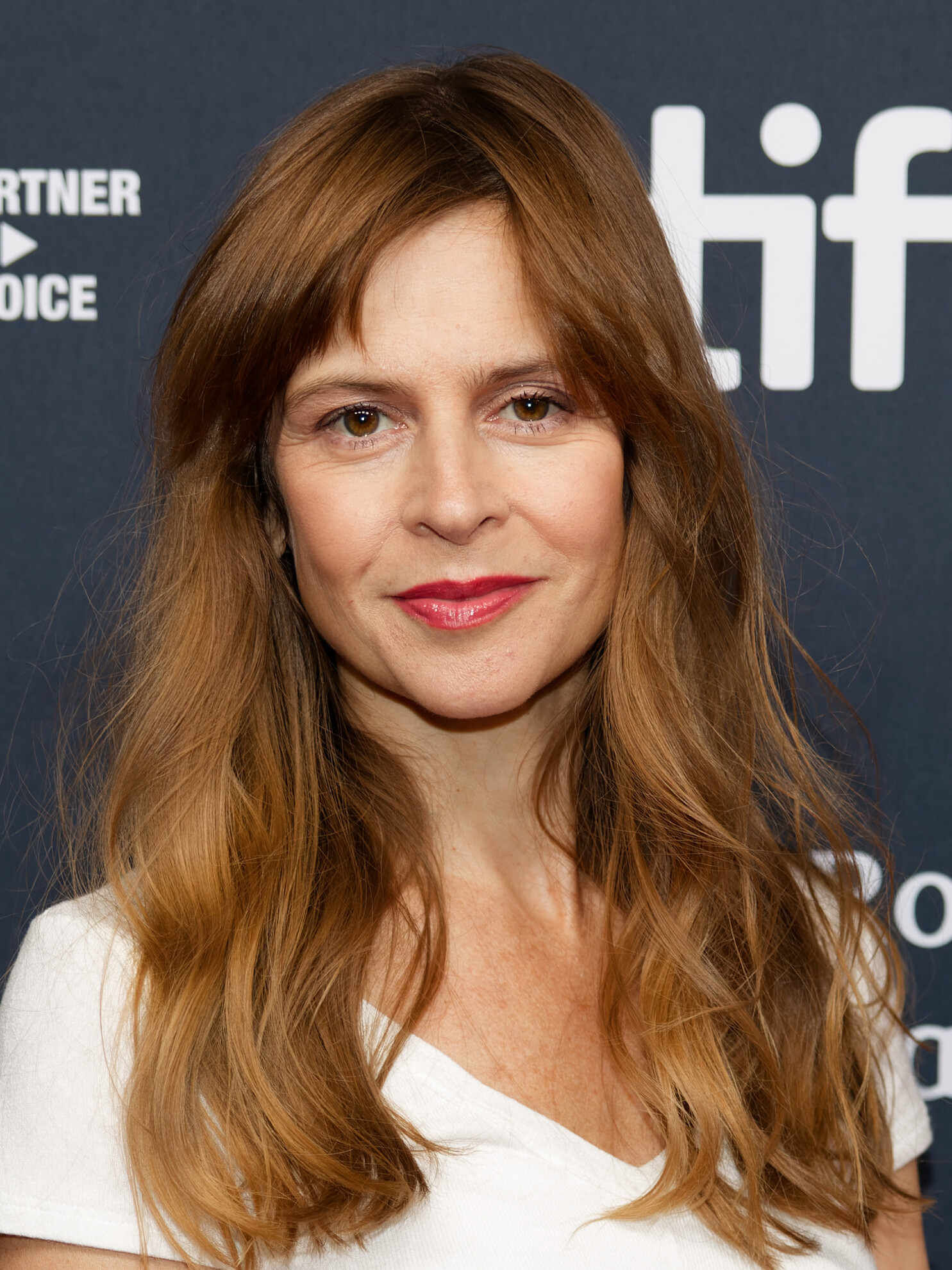
Maura Delpero (2024)

Maura Delpero (* 3. Oktober 1975 in Bozen) ist eine italienische Filmregisseurin, Filmproduzentin und Drehbuchautorin.

## Werdegang
Maura Delpero wuchs in Leifers im Ortsteil St. Jakob auf. Sie besuchte das neusprachliche Gymnasium Rainerum der Salesianer in Bozen. Das in zwei Sprachgruppen aufgeteilte Ambiente ihrer Kindheit in Südtirol hat sie nach eigener Aussage wesentlich geprägt. Ab 1994 studierte sie an der Universität Bologna und zeitweise an der Sorbonne in Paris. Anschließend unterrichtete sie in Bologna Italienisch an der Oberschule.
Delpero kam erst relativ spät und durch Zufall mit der Welt des Films in Kontakt. Als sie etwa 28 Jahre alt war, begleitete sie einen Freund nach Bangladesch, der dort an einem Dokumentarfilm arbeitete. 2004 trat Delpero erstmals als Regieassistentin an dem italienischen Dokumentarfilm Le ferie di Licu unter der Regie von Vittorio Moroni in Erscheinung. Begeistert von der Filmemachererei, experimentierte sie zunächst als Autodidaktin. 2005 gab sie mit dem mittellangen Dokumentarfilm Moglie e buoi dei paesi tuoi ihr Debüt als Regisseurin. Mit ihrem ersten Langfilm, dem 2008 gedrehten Dokumentarfilm Signori professori gewann sie erste Auszeichnungen auf dem 26. Torino Film Festival. Ab 2010 studierte sie in Buenos Aires am Centro de formación profesional SICA Dramaturgie und Drehbuch. 2012 schloss sie ihre Ausbildung in der argentinischen Hauptstadt ab.
Das Drehbuch ihres ersten Spielfilmprojektes Hogar gehörte 2015 zu den zehn ausgewählten Werken der 65. Berlinale. Das Projekt wurde auch auf dem Festival Internacional de Cine de San Sebastián ausgezeichnet und kam 2019 unter dem Titel Maternal in die Kinos. Beim 72. Festival del film Locarno gewann der Film vier Auszeichnungen. Maternal wurde weltweit noch auf 70 weiteren Filmfestivals gezeigt und erhielt dabei mehrere Auszeichnungen, unter anderem als bester Film und den Publikumspreis.
Mit dem Familiendrama Vermiglio gewann Delpero 2024 den Silbernen Löwen bei den Internationalen Filmfestspielen von Venedig. In dem Film greift sie nach Materna erneut das Thema Mutterschaft auf. Vermiglio ist zudem eine Hommage an ihren verstorbenen aus Vermiglio stammenden Vater. Der Film wurde von Italien als beste internationale Produktion für die Oscarverleihung 2025  eingereicht.
Im Jahr 2025 wurde sie in die Wettbewerbsjury der 82. Filmfestspiele von Venedig berufen.
Maura Delpero ist mit dem Schauspieler Santiago Fondevila Sancet verheiratet und Mutter einer Tochter.

## Filmografie

### Regisseurin
- 2005: Moglie e buoi dei paesi tuoi (Dokumentarfilm)
- 2008: Signori professori (Dokumentarfilm)
- 2010: Nadea e Sveta
- 2019: Maternal
- 2024: Vermiglio

### Drehbuch
- 2010: Nadea e Sveta
- 2019: Maternal
- 2024: Vermiglio

## Auszeichnungen
- 2011: Premio Cipputi beim 30. Torino Film Festival und Nominierung für den David di Donatello für Nadea e Sveta
- 2019: vier Auszeichnungen beim 72. Filmfestival von Locarno für Maternal
- 2020: Women in Motion Young Talent Award bei den 73. Internationalen Filmfestspielen von Cannes
- 2024: Silberner Löwe – Großer Preis der Jury der 81. Internationalen Filmfestspiele von Venedig für Vermiglio